# Ландекк
Ла́ндекк (нем. Landeck) — город (нем. Stadt) в Австрии, в федеральной земле Тироль.
Входит в состав округа Ландекк. Площадь города составляет 15,87 км², население — 7686 человек (1 января 2021), плотность населения — 481 чел./км². Официальный код — 7 06 14.
Находится в непосредственной близости от многих горнолыжных курортов, что удобно для проживания и посещения. Все они находятся в пределах 1 часа езды на машине, ближайший курорт Фис-Ладис находится менее чем в 15 минутах езды на машине.

## Герб
Блазонирование: на белом фоне - зелёная гора с тремя холмами, обозначающие три общины. На горе возвышается трёхчастный белый замок, давший название Ландекку. Поверх замка с распростёртыми крыльями изображён тирольский орёл. Авторство герба принадлежит инсбрукскому художнику Людвигу Штурму.

## Население
| Год  | Численность |
| ---- | ----------- |
| 1869 | 1398        |
| 1889 | 1537        |
| 1890 | 1944        |
| 1900 | 2227        |
| 1910 | 3569        |
| 1923 | 4106        |
| 1934 | 4113        |
| 1939 | 5542        |
| 1951 | 5615        |
| 1961 | 6514        |
| 1971 | 7476        |
| 1981 | 7317        |
| 1991 | 7411        |
| 2001 | 7336        |
| 2011 | 7709        |
| 2021 | 7686        |

## Местные власти
Бургомистр коммуны — Энгельберт Штенико (СДПА) по результатам выборов 2004 года.
Совет представителей коммуны (нем. Gemeinderat) состоит из 19 мест.
- СДПА занимает 12 мест.
- АНП занимает 5 мест.
- АПС занимает 1 место.

## Галерея

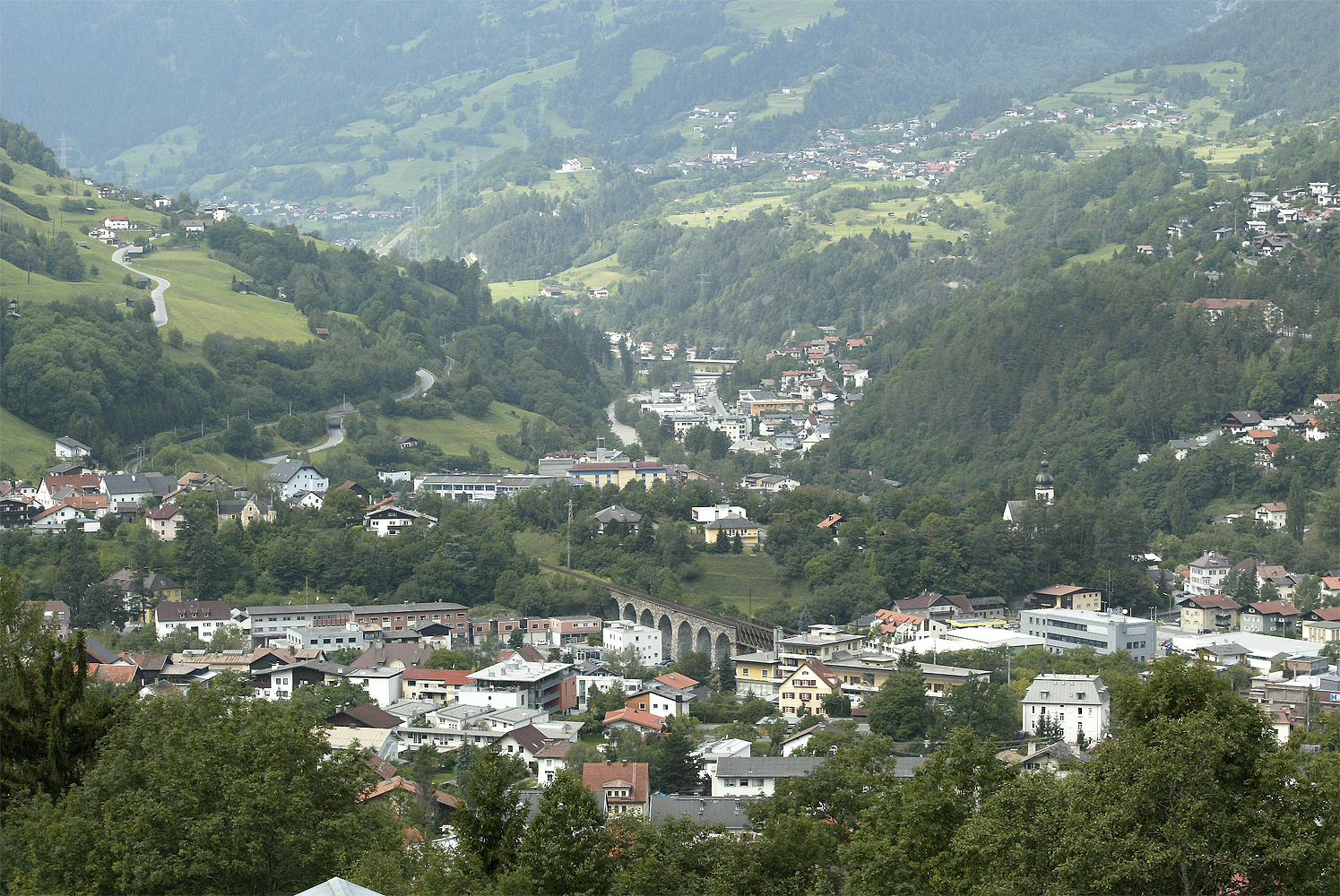
Вид на Ландекк
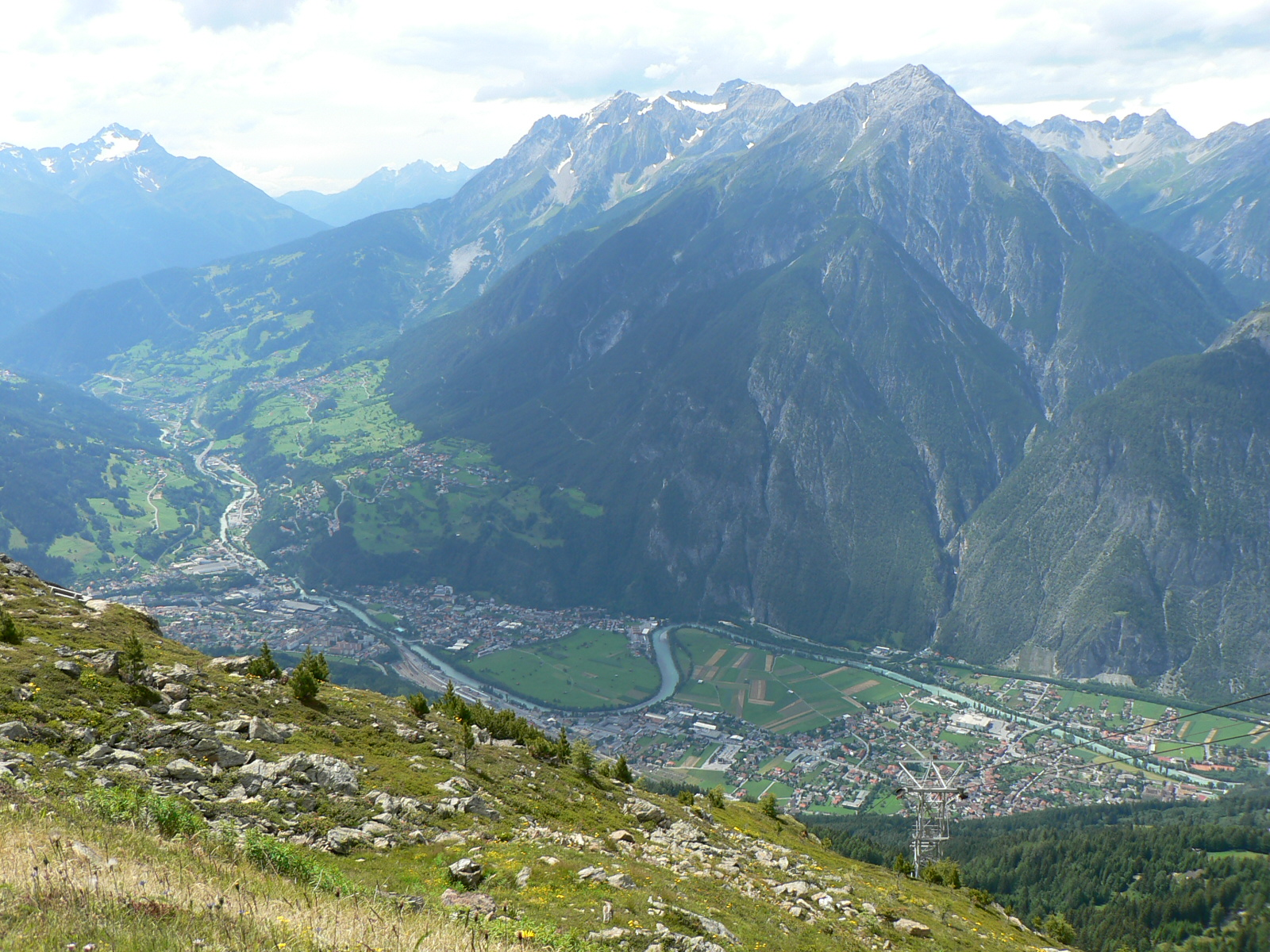
Вид на Ландекк с горы Краберг
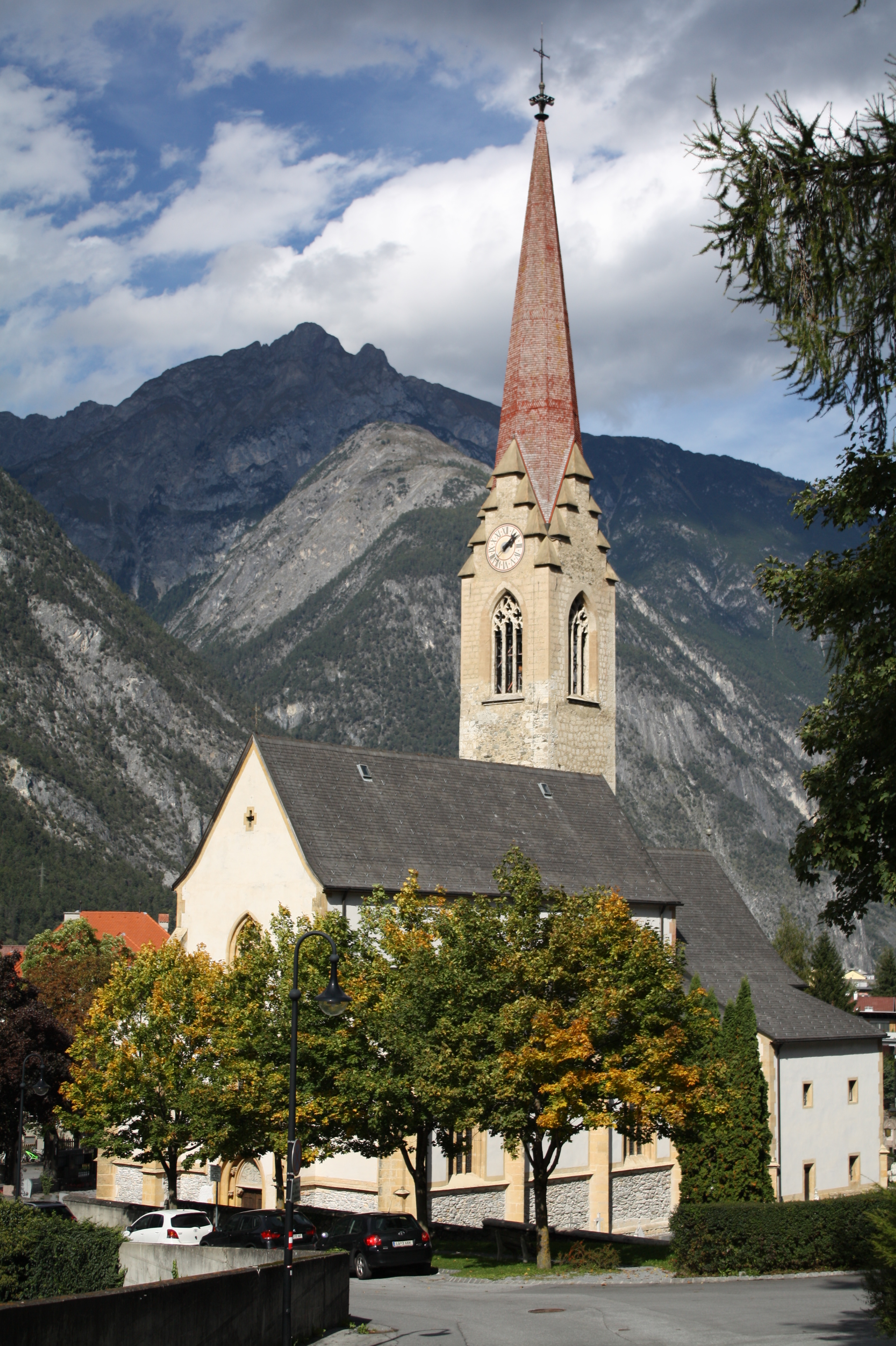
Приходская церковь Вознесения Девы Марии
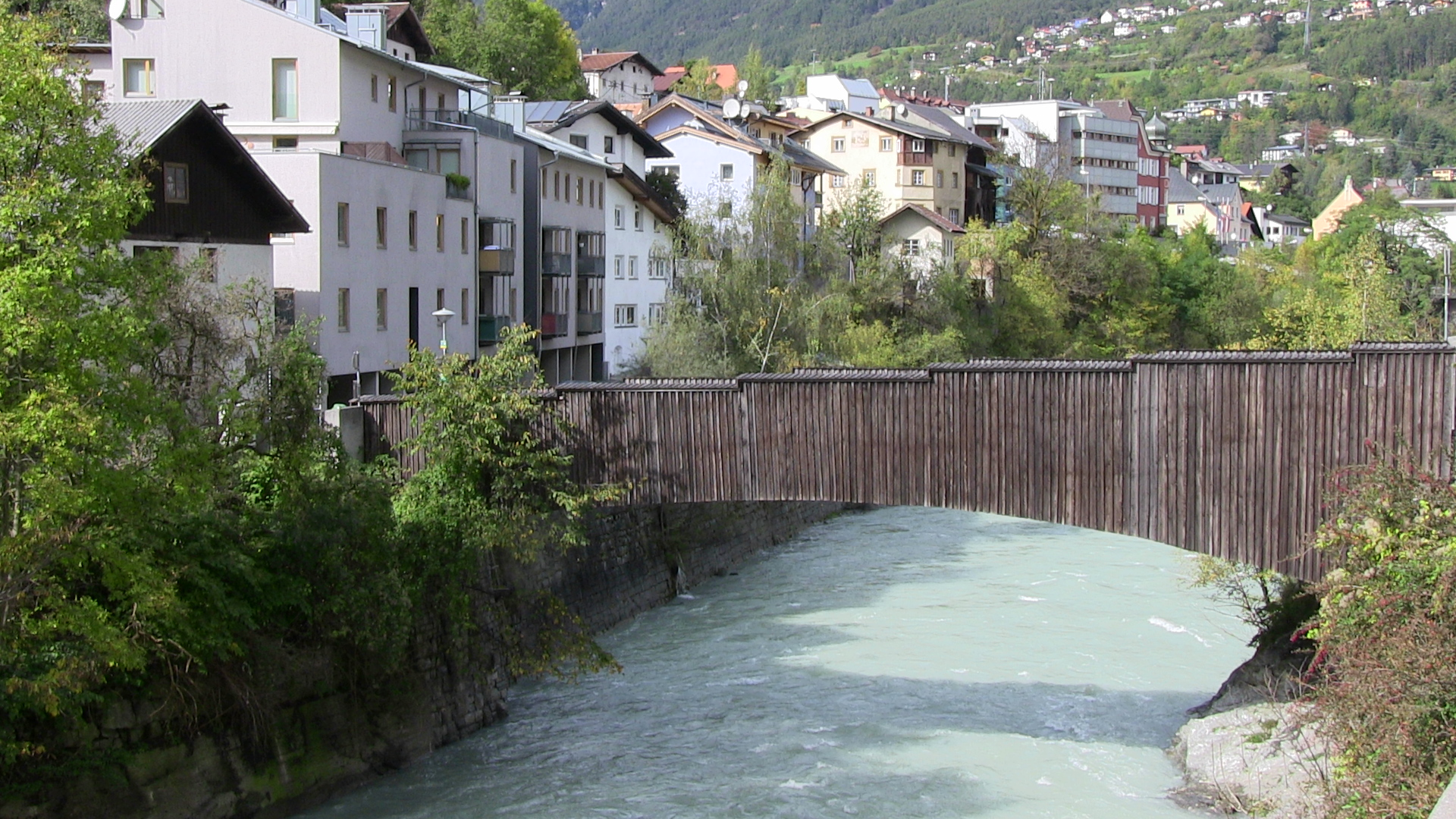
Кожевенный мост через реку Инн
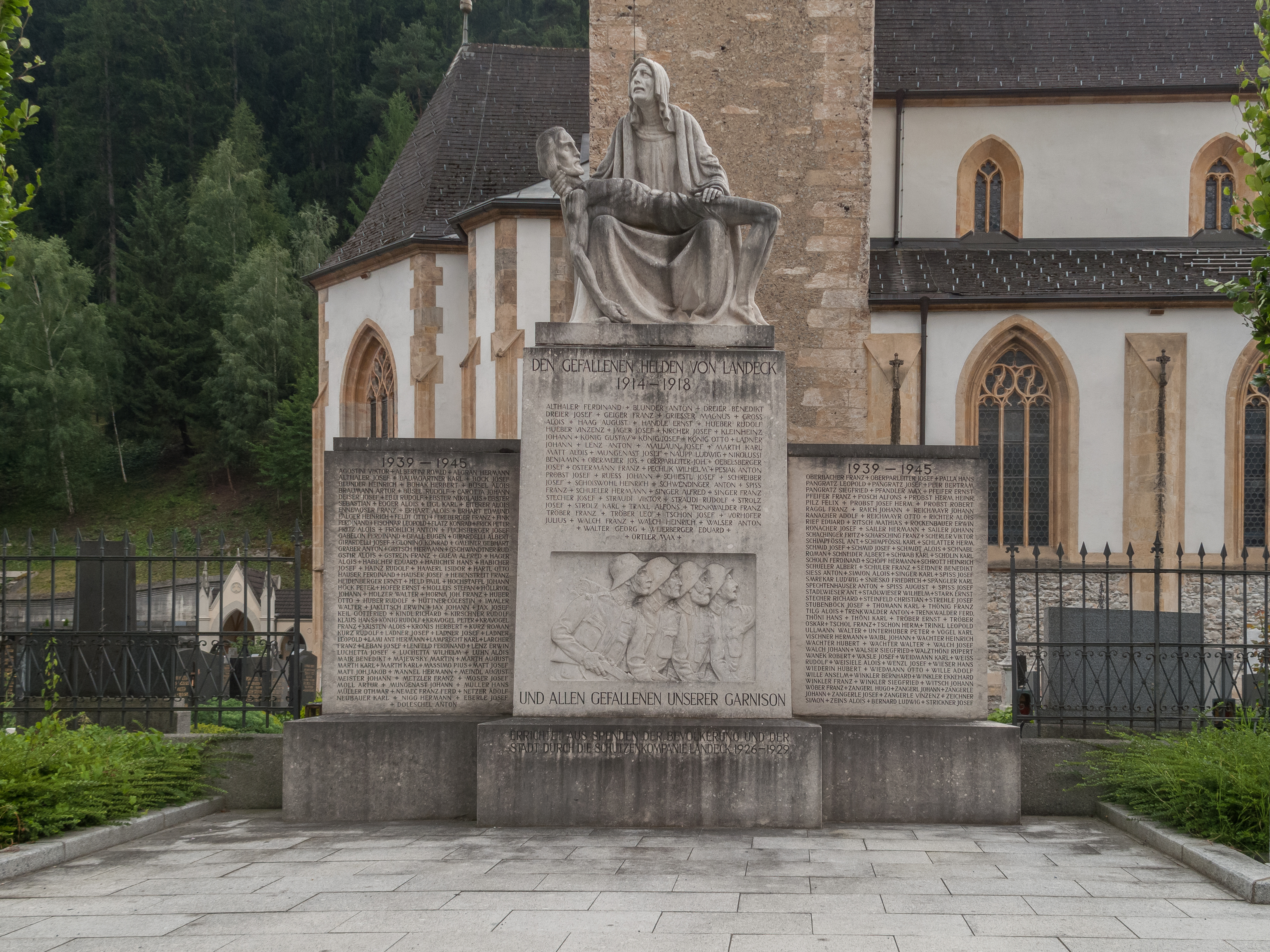
Военный мемориал